# Liste der Baudenkmale in Hittbergen
In der Liste der Baudenkmale in Hittbergen sind die Baudenkmale der niedersächsischen Gemeinde Hittbergen und ihrer Ortsteile aufgelistet. Die Quelle der Baudenkmale ist der Denkmalatlas Niedersachsen. Der Stand der Liste ist der 25. Januar 2023.

## Allgemein
In den Spalten befinden sich folgende Informationen:
- Lage: die Adresse des Baudenkmales und die geographischen Koordinaten. Kartenansicht, um Koordinaten zu setzen. In der Kartenansicht sind Baudenkmale ohne Koordinaten mit einem roten Marker dargestellt und können in der Karte gesetzt werden. Baudenkmale ohne Bild sind mit einem blauen Marker gekennzeichnet, Baudenkmale mit Bild mit einem grünen Marker.
- Bezeichnung: Bezeichnung des Baudenkmales
- Beschreibung: die Beschreibung des Baudenkmales. Unter § 3 Abs. 2 NDSchG werden Einzeldenkmale und unter § 3 Abs. 3 NDSchG Gruppen baulicher Anlagen und deren Bestandteile ausgewiesen.
- ID: die Objekt-ID des Baudenkmales
- Bild: ein Bild des Baudenkmales, ggf. zusätzlich mit einem Link zu weiteren Fotos des Baudenkmals im Medienarchiv Wikimedia Commons. Wenn man auf das Kamerasymbol klickt, können Fotos zu Baudenkmalen aus dieser Liste hochgeladen werden:

## Hittbergen

### Gruppe: Im Berg 2, 3, 6
Die Gruppe hat die ID 34326563. Gruppe von Abbauern- und Landarbeiterhäusern. Zwei Wohn-/ Wirtschaftsgebäude liegen südwestlich, das Wohnhaus nordöstlich. Wirtschaftsgiebel der Häuser  2 und 6 sind zur Straße orientiert, Wohnteil zum Garten. Wohnhaus Im Berg 3 weit zurückgesetzt. 

| Lage                                   | Bezeichnung               | Beschreibung | ID       | Bild |
| -------------------------------------- | ------------------------- | --- | -------- | ---- |
| Im Berg 2 53° 20′ 36″ N, 10° 35′ 33″ O | Abbauernkate              | Eingeschossiger, giebelständiger Zweiständerbau mit Backsteinausfachung unter Krüppelwalmdach in Reetdeckung. Wirtschaftsgiebel mit Zugängen zu Ställen und Aufzugsluke. Errichtet Mitte 19. Jh. Im Südwesten traufständiger Erweiterungsbau aus Backstein unter Krüppelwalmdach in Pfannendeckung. Errichtet vermutlich Anfang 20. Jh.          | 28829041 | BW   |
| Im Berg 3 53° 20′ 36″ N, 10° 35′ 37″ O | Wohnhaus                  | Eingeschossiger, giebelständiger Wandständerbau mit Backsteinausfachung unter Halbwalmdach in Reetdeckung. An Südwestseite Steckwalm. An Nordwestseite spätere Kübbungserweiterung auf Backsteinsockel unter weit abgeschlepptem Dach und zwei Anbauten aus Fachwerk bzw. Backstein unter Reetdächern. Errichtet vermutlich erste Hälfte 19. Jh. | 28829022 | BW   |
| Im Berg 6 53° 20′ 36″ N, 10° 35′ 35″ O | Wohn-/ Wirtschaftsgebäude | Eingeschossiger, giebelständiger Zweiständerbau auf Backsteinsockel unter Halbwalmdach in Reetdeckung. Wirtschaftsgiebel mit Eingangstür und Aufzugsluke. Wohngiebel vorkragend auf gerundeten Balkenköpfen. Erbaut 1832 (i). | 28829175 | BW   |

### Einzelobjekte
| Lage                                             | Bezeichnung               | Beschreibung | ID       | Bild |
| ------------------------------------------------ | ------------------------- | --- | -------- | ---- |
| Dorfstraße 53° 20′ 39″ N, 10° 35′ 22″ O          | Kirche                    | Saalkirche mit polygonalem Chor 5/8-Schluss aus Backstein unter Dächern in Hohlpfannendeckung und Westturm aus Backstein unter Pyramidendach. Quadratischer Westturm vom mittelalterlichen Vorgängerbau erhalten. Erste Erwähnung der Kirche 1211. Neubau von Langhaus und Chor mit Lanzettfenstern und Strebepfeilern sowie Ziegeldekor. Hauptzugang über Eingangsvorbau im Norden. Im Inneren verputzt. Langhauswände durch spitzbogige Blendbögen gegliedert. Raumabschluss durch Hammerbalken-Decke, im Chor Kreuzrippengewölbe. Architekt August Schwägermann, Lüneburg/Stade. Erbaut 1872 – 1875. Neogotische Ausstattung aus der Erbauungszeit: Altar mit Christusdarstellung, Kanzel mit wiederverwendeten Skulpturen um 1430, Gestühl, Orgel und Orgelempore. | 28828946 |      |
| Dorfstraße 53° 20′ 38″ N, 10° 35′ 21″ O          | Kirchplatz                | Kirchplatz durch natürlichen Sandhügel im Zentrum von Hittbergen gebildet, auf der mittig die Kirche St. Martin errichtet wurde. Hügel wird von Feldsteinmauer eingefasst. Nördlich steht Gefallenendenkmal; vor Westportal Friedhof mit Steinkreuzen für Gefallene des 2. Weltkrieges. | 28829196 | BW   |
| Dorfstraße 53° 20′ 40″ N, 10° 35′ 21″ O          | Kriegerdenkmal            | | 28829227 | BW   |
| Dorfstraße 44a 53° 20′ 37″ N, 10° 35′ 49″ O      | Wohn-/ Wirtschaftsgebäude | Eingeschossiger Backsteinbau mit teilweise ausgebautem Drempelgeschoss unter Satteldach in Pfannendeckung. Verputzter Sockel sowie Fassadengliederung mit Backsteindekor. Wohnteil zur Straße mit mittigen Eingang und repräsentativer Tür. Darüber auf zwei Säulen Wintergarten in Holzkonstruktion mit feingliedrigem Dekor. Freigespärre im Giebel. Wirtschaftsteil mit Querdurchfahrt. Erbaut durch Zimmermeister H. Erben 1913 (i). | 28828927 | BW   |
| Dorfstraße 47 53° 20′ 40″ N, 10° 35′ 16″ O       | Wohnhaus                  | Freistehender, eineinhalbgeschossiger Wohnbau aus zwei rechtwinklig verschränkten giebelständigen Baukörpern unter verschiedenen Dachformen in Pfannendeckung. EG in Backstein, Drempelgeschoss in Fachwerk. Giebel mit Schmuckfachwerk und Freigespärre nach Südosten ausgerichtet, ein Dreiecksgiebel nach Südwesten. Veranda aus Holz in Südecke unter heruntergezogenem Dach. Eingang auf Nordostseite durch leicht vorspringenden Risalit aus Backstein mit Zwerchhaus betont. Davor Treppe mit Geländer. An Westseite kleiner Stall aus Backstein durch niedrigen Zwischentrakt mit Haus verbunden. Architekt Karl Mohrmann, Hannover. Erbaut 1903. | 28828966 | BW   |
| Hinter der Kirche 2 53° 20′ 39″ N, 10° 35′ 24″ O | Wohn-/ Wirtschaftsgebäude | Eingeschossiger, traufständiger Vierständerbau auf niedrigen Backsteinsockel unter Halbwalmdach in Pfannendeckung. Südlicher Teil mit Lehrerwohnung und Schulstube aus Backstein. Wirtschaftsteil im Norden aus Fachwerk mit Backsteinausfachung. Im Osten kleiner giebelständiger Anbau. Ursprungsbau von 1830, Wohn- und Schulteil 1836 neu errichtet, um 1850 Wirtschaftsteil neu errichtet, Wohn- und Schulteil Ende 19. Jh. erneut ersetzt. | 28829004 | BW   |
| Mühlentwiete 1 53° 20′ 39″ N, 10° 35′ 35″ O      | Wohn-/ Wirtschaftsgebäude | Eingeschossiger, traufständiger Zweiständerbau mit Backsteinausfachung unter Halbwalmdach. Wirtschaftsgiebel im Nordosten. Segensspruch über Toreinfahrt. Wohngiebel auf Südwestseite auf gerundeten Balkenköpfen vorkragend mit Steckwalm. Ursprungsbau von 1648; Außenbau 1861 weitgehend erneuert (Aussage des Eigentümers 1977). | 28828985 | BW   |
| Mühlentwiete 7 53° 20′ 33″ N, 10° 35′ 27″ O      | Mühle                     | Zweistöckiger Galerieholländer mit quadratischem Unterbau und Achtkant aus Backstein. Der Unterbau in Lisenen- und Ziegelfriesgliederung. Eingeschossiger Anbau an Südseite. Flügelkreuz Windrose erneuert. Erbaut 1886. | 28829156 |      |

## Barförde

### Gruppe: Hofanlage Barförder Elbdeich 13
Die Gruppe hat die ID 34326579. Langgestreckte Hofanlage auf Hufe hinter dem Deich, bis zur Straße. Gebäude sind südwest-nordöstlich ausgerichtet. Dazu gehören das direkt unterhalb des Deichs gelegene Wohn-/ Wirtschaftsgebäude und südwestlich liegende Scheune.

| Lage                                             | Bezeichnung               | Beschreibung | ID       | Bild |
| ------------------------------------------------ | ------------------------- | --- | -------- | ---- |
| Barförder Elbdeich 13 53° 22′ 7″ N, 10° 38′ 5″ O | Wohn-/ Wirtschaftsgebäude | Eingeschossiger giebelständiger Zweiständerbau in Unterrähmkonstruktion mit Backsteinausfachungen unter Halbwalmdach. Um 1800. Umbauphase mit Ausbau des Wohnteils, Einbau Scherwand, Teilausbau Wirtschaftsteil und Erneuerung Wirtschaftsgiebel. Nach 1870. | 28829079 | BW   |
| Barförder Elbdeich 13 53° 22′ 6″ N, 10° 38′ 5″ O | Scheune                   | Eingeschossiger Fachwerkbau mit Backsteinausfachungen unter Halbwalmdach in Reetdeckung. Ausmittige Längseinfahrt. Erbaut 1870(i). | 28829060 | BW   |

### Einzelbaudenkmale
| Lage                                             | Bezeichnung               | Beschreibung | ID       | Bild |
| ------------------------------------------------ | ------------------------- | --- | -------- | ---- |
| Barförder Elbdeich 5 53° 22′ 3″ N, 10° 37′ 53″ O | Wohn-/ Wirtschaftsgebäude | Eingeschossiger, giebelständiger Zweiständerbau mit Unterrähm und Backsteinausfachung unter Halbwalmdach in Reetdeckung. Wohngiebel auf halbrunden Balkenköpfen vorkragend, Obergeschossschwelle mit Fasen. Wirtschaftsgiebel neuzeitlich aufgemauert. Vom Ursprungsbau Innengerüst erhalten. Errichtet um 1570, um 1700 Außenwände erneuert, am Wohngiebel die Jahreszahl 1841, Vormauerung am Wirtschaftsteil 1969. | 28829118 | BW   |
| Barförder Elbdeich 9 53° 22′ 6″ N, 10° 38′ 2″ O  | Wohn-/ Wirtschaftsgebäude | Eingeschossiger, giebelständiger Zweiständerbau mit Unterrähm und Backsteinausfachung unter Halbwalmdach in Reetdeckung. Wohnteil zweigeschossig ausgebaut, symmetrisch aufgebautes Gefüge mit gekuppelten Stielen und Segenspruch auf dem Dachbalken. Wirtschaftsgiebel mit Senkrechtverschalung, Bauinschrift über dem Torsturz. Erbaut 1858 (i).                                                                   | 28829099 | BW   |

## Ehemalige Baudenkmale
| Lage                                       | Bezeichnung | Beschreibung | ID | Bild |
| ------------------------------------------ | ----------- | ------------ | -- | ---- |
| Dorfstraße 77 53° 20′ 39″ N, 10° 35′ 52″ O | Hofanlage   |              |    | BW   |